# Возвращение к жизни (фильм, 1971)
«Возвращение к жизни» — советский художественный фильм, снятый режиссёром Владимиром Басовым по мотивам романа Ахто Леви «Записки серого волка» на киностудии «Мосфильм» в 1971 году.

## Сюжет
Школьником, во время войны, из родной Эстонии, в поисках детских приключений, Арно на пароходе отправляется в Германию. Он мечтает пробраться на океанский лайнер и доплыть до Южной Америки. Реальная жизнь оказывается гораздо прозаичнее. Сначала был «Гитлерюгенд», затем работа на полях и служба в немецкой армии.
После войны Арно остаётся в западной зоне оккупации. Не имеет постоянной работы, добывает свой хлеб случайными заработками, сходится с подозрительной компанией. Его учат обманывать людей, торговать подделками на рынке и, наконец, просто воровать.
Знакомый журналист посоветовал идти в советское консульство и уехать в Советский Союз. Арно возвращается в Эстонию и встречает товарища своего отца. Тот обвиняет во всех бедах новые власти и уговаривает уйти в лес к «лесным братьям». Арно отказывается под любым предлогом от убийства людей и через некоторое время бежит из леса.
В городе он встретил уголовников и, имея опыт, довольно быстро пристрастился к новой, воровской жизни. Однажды, на улице, он сталкивается со знакомой ещё по германскому пересыльному лагерю, молодой женщиной Мари. Арно следит за ней, узнаёт имя и адрес.
Бросив свою воровскую компанию, Арно добивается встречи с Мари, она терпеливо слушает его откровенный рассказ и оставляет у себя. Волк находится под наблюдением у своих старых друзей. Однажды вечером Арно возвращается домой и застаёт Мари избитой.
Вскоре Арно опознали, и он был арестован за старые уголовные дела. Опять лагерь, побег и новый срок. Ещё один побег — он на свободе и снова уходит в лес к партизанам («лесным братьям»). Ему дают задание убить учительницу на одном из хуторов, но Арно, застрелив карателей, сдаётся властям и, отбыв свой последний срок, выходит на свободу новым человеком.

## В ролях
- Леонхард Мерзин — Арно по кличке «Серый волк»
- Валентина Титова — Мари
- Игорь Безяев — Лонг
- Константин Забелин — Иоганнес Роосла / Орас, бывший легионер (озвучил Станислав Чекан)
- Тамара Логинова — учительница с хутора
- Владимир Маренков — Ян Коротваш
- Паули Ринне — сержант
- Ита Эвер — Лиль
- Евгений Власов — Рейн, муж Лильи
- Владимир Басов — гитарист
- Николай Симкин — начальник караула
- Гарник Аразян — «Проныра»
- Владимир Салопов — «Хлыст»
- Владимир Агеев — «Вещичка»
- Лембит Антон — «Хорь»
- Паул Варанди — директор института

## Съёмочная группа
- Сценаристы: Владимир Басов, Маро Ерзинкян
- Режиссёр-постановщик: Владимир Басов
- Оператор-постановщик: Анатолий Кузнецов
- Композитор: Вениамин Баснер
- Текст песен: Михаил Матусовский

## Критика
Михаил Трофименков в своей рецензии 2016 года отмечал: «„Возвращение к жизни“ — плутовской роман, или „пикаро“. То есть рождённое эпохой барокко (ничуть не менее изуверской, чем XX век) повествование о похождениях деклассированного пройдохи, бездомного искателя удачи, несмотря ни на что вызывающего сочувствие».